# Ях Роман Богданович
Рома́н Богда́нович Я́х (1995—2023) — український військовослужбовець, учасник російсько-української війни.

## Життєпис
Народився 30 травня 1995 року в селі Артасів Львівської області.
До збройних сил був мобілізований у травні 2023 року, пройшов навчання у Великобританії. Після повернення приєднався до 79 десантно-штурмової бригади. А саме до інженерно-саперної роти.
Помер 23 жовтня 2023 року в Києві від поранень, яких зазнав раніше.
Похований в Артасові 29 жовтня 2023 року.
Без Романа лишились наречена Оксана, батьки Ольга Іванівна та Богдан Дмитрович і брат Дмитро.

## Нагороди
- Орден «За мужність» III ступеня[3].